# Alfred Gerdes
Alfred August Wilhelm Karl Hermann Gerdes, detto Fredy (Monaco di Baviera, 24 ottobre 1916 – Costanza, 15 luglio 2006), è stato un hockeista su prato tedesco, di ruolo difensore, vincitore dell'argento olimpico a Berlino 1936.

## Palmarès
- Giochi olimpici

Berlino 1936: argento.